# Vrh (Buzet)
Pour les articles homonymes, voir Vrh.
Vrh (en italien : Vetta) est une localité de Croatie située en Istrie, dans la municipalité de Buzet, dans le comitat d'Istrie. En 2001, la localité comptait 117 habitants.

## Démographie
| 1948 | 1953 | 1961 | 1971 | 1981 | 1991 | 2001 |
| ---- | ---- | ---- | ---- | ---- | ---- | ---- |
| 152  | 151  | 134  | 89   | 128  | 137  | 117  |